# Wuxing
Wuxing (en chino tradicional, 吳興; en chino simplificado, 吴兴), oficialmente distrito de Wuxing (en chino tradicional, 吳興區; en chino simplificado, 吴兴区; pinyin, Wúxīng Qū; pronunciado [Uú-Sing]), es un distrito urbano bajo la administración directa de la ciudad-prefectura de Huzhou. Se ubica en la provincia de Zhejiang, este de la República Popular China. Su área es de 862 km² y su población total para 2010 fue más de 700 mil habitantes.

## Administración
El distrito de Wuxing se divide en 19 pueblos que se administran en 13 subdistritos, 5 poblados y 1 villa.